# F.A.M.E.
 (août 2014).
Pour les articles homonymes, voir Fame.
Albums de Chris Brown
Graffiti
(2009) Fortune
(2012)
Singles
1. Yeah 3x
Sortie : 20 octobre 2010
2. Look At Me Now
Sortie : 1er février 2011
3. Beautiful People
Sortie : 11 mars 2011
4. She Ain't You
Sortie : 28 mars 2011
5. Next 2 You
Sortie : 24 juin 2011
6. Wet The Bed
Sortie : 13 septembre 2011

F.A.M.E. est le quatrième album du chanteur de pop/R&B Chris Brown sorti en 2011.
Brown y travaille avec de nombreux producteurs, parmi lesquels Kevin McCall, Jean-Baptiste (sv), Brian Kennedy, DJ Frank E, The Underdogs et The Messengers et l'album contient aussi beaucoup de collaborations notamment Kevin McCall, Tyga, Lil Wayne, Busta Rhymes, Ludacris, Justin Bieber, Benny Benassi, Wiz Khalifa, Game, Timbaland ou encore Big Sean.
Musicalement, F.A.M.E. combine les genres musicaux tels que le RnB, la pop, Hip-hop et l'Europop.
Lors de sa sortie, l'album reçoit des avis mitigés à l'égard de son écriture et de son contenu. L'album a débuté numéro un au US Billboard 200, avec des ventes à hauteur de 270 000, faisant de lui le premier album numéro un de Brown aux États-Unis. Il a été certifié disque d'or par la Recording Industry Association of America pour avoir été vendu à plus de 500 000 exemplaires. L'album lui a valu trois nominations lors de la 54e cérémonie annuelle des Grammy Awards, emportant finalement le prix du meilleur album RnB. F.A.M.E. a également été nommé « Album de l'année » aux Soul Train Music Awards de 2011.
Pour soutenir l'album, Brown a entamé son F.A.M.E. Tour en Australie et en Amérique du Nord.

## Contexte et développement
En septembre 2010, Kevin McCall annonce que Brown a commencé à travailler sur son quatrième album studio, et mentionne qu'il a enregistré des chansons avec Brown et Timbaland. Le 18 septembre 2010, Brown annonce que l'album sera intitulé F.A.M.E., acronyme à deux significations : Forgiving All My Enemies (« Pardonner tous mes ennemis ») et Fans Are My Everything (« Les fans sont mon tout ») ; « Fame » signifie qui plus est « célébrité » en français. Le jour de Noël de 2010, Brown confirme via Twitter travailler sur l'enregistrement d'une piste en collaboration avec le chanteur canadien Justin Bieber. Il a également partagé les plans d'une éventuelle collaboration avec Bruno Mars, affirmant que « Moi et Bruno Mars ferions une incroyable collaboration ». Wiz Khalifa, Asher Roth et Game ont également travaillé sur l'album avec Brown.

## Composition
F.A.M.E. combine les genres musicaux du R & B, pop, hip hop, reggae et l'europop. Le morceau d'ouverture, Deuces, en collaboration avec les artistes Kevin McCall et Tyga, est une piste lente, bas tempo R&B qui raconte la fin d'une relation. Joanne Dorken de MTV UK note que la chanson montre un « chant soyeux » de Brown. Up 2 You est une ballade R&B, qui fait suite au thème de la rupture. La chanson a été comparée aux styles musicaux de Bobby Brown et Usher. Next to You, mettant en vedette Justin Bieber, est un battant mid-tempo et une piste pop. Dans la chanson, ils chantent leur amour pour une fille. La troisième piste, No Bullshit, est une chanson R&B, qui rappelle le style années 1990.
Suit Yeah 3x et Beautiful People, à la fois caractéristiques de l'électro house et des influences europop. Yeah 3x a été comparé au single Forever de Brown de 2008, et au style des Black Eyed Peas, Usher et Jay Sean. La quatrième piste, Look At Me Now, qui propose la participation des rappeurs américains Lil Wayne et Busta Rhymes, est une chanson hip-hop avec des parties de « fast-rap » (rap chanté très vite).
La cinquième piste, She Aint You, est une ballade qui contient un sample du titre Right Here (Human Nature Remix) (1993) de SWV, lui-même est un remix de Human Nature de Michael Jackson à qui Chris Brown rend hommage dans le clip de sa chanson.
Le neuvième morceau, All Back, est une ballade rock. Il a été réalisé grâce au travail de Ryan Tedder. Dans Say It With Me, Brown adopte une voix rapide avec une sensation de danse, comparable au style des chansons de Justin Timberlake en raison de son chœur aigu. Le titre Bomb (avec Wiz Khalifa), contient des influences reggae et a été élaboré en référence au travail de Beenie Man.

## Singles
Yeah 3x est sorti comme premier single de l'album le 25 octobre 2010. Il a reçu des critiques positives de la part des critiques, qui ont félicité de sa production et les paroles. La chanson a atteint le numéro 15 sur le Billboard Hot 100 américain, et le numéro 12 sur le Canadian Hot 100. Elle a atteint le top 10 des charts de l'Australie, de l'Autriche, du Danemark, d'Allemagne, d'Irlande, des Pays-Bas, de Nouvelle-Zélande, de la Suisse et du Royaume-Uni.
Look at Me Now inclut les rappeurs américains Lil Wayne et Busta Rhymes. Elle sort en tant que deuxième single de l'album le 1er février 2011. La chanson a atteint la sixième place au US Billboard Hot 100, ce qui en fait la position plus élevée de Brown depuis Forever (2008). Le titre a atteint la place de numéro un au Hot US R&B / Hip-Hop Songs.
Beautiful People, en collaboration avec Benny Benassi, a été publié en tant que troisième single de l'album le 11 mars 2011. La chanson a été bien accueillie par la plupart des critiques de musique qui louaient sa production et les paroles. Beautiful People a atteint le top dix en Australie, Irlande, Nouvelle-Zélande et le Royaume-Uni. Aux États-Unis, la chanson a culminé à la première place au Billboard Hot Dance Chart Club Songs, et est devenu le premier numéro un de Brown et Benassi dans ce classement.
Le titre She Ain't You a été dévoilé à la radio aux États-Unis le 28 mars 2011 et est le quatrième single extrait de F.A.M.E. Il a culminé à la place de numéro cinq au Hot R&B / Hip-Hop Songs.
Next to You, en featuring avec l'artiste canadien Justin Bieber, a été libéré comme quatrième single international le 24 juin 2011. La plupart des critiques musicaux examinées positivement la chanson, complimentant le mélange de Brown et de la voix de Bieber. La chanson a atteint le top-vingt en Autriche, en Nouvelle-Zélande et le Royaume-Uni, et le top 30 en Australie, en Allemagne, Irlande et aux États-Unis. «Wet The Bed», qui propose le rappeur américain Ludacris, a été envoyé aux radios urbaines US le 13 septembre 2011, dans le cinquième single américain de l'album. Il a culminé au numéro six sur les États-Unis Hot R&B / Hip-Hop Songs Chart et le numéro 77 sur le US Billboard Hot 100.

## Performance commerciale
F.A.M.E. a débuté à la première place au US Billboard 200, avec 270 000 exemplaires vendus, une première pour Brown. Dans le Hip-Hop Albums Chart Top R&B, F.A.M.E. fait également ses débuts à la place de numéro un, troisième album numéro un de Brown dans ce classement. L'album a été certifié triple disque de platine par la RIAA pour 3 000 000 d'exemplaires vendus aux États-Unis.

## Liste des titres
| No  | Titre                                                | Durée |
| --- | ---------------------------------------------------- | ----- |
| 1.  | Deuces (featuring Tyga et Kevin McCall)              | 4:36  |
| 2.  | Up 2 You                                             | 4:07  |
| 3.  | No Bullshit                                          | 4:07  |
| 4.  | Look at Me Now (featuring Lil Wayne et Busta Rhymes) | 3:42  |
| 5.  | She Ain't You                                        | 4:08  |
| 6.  | Say It with Me                                       | 3:01  |
| 7.  | Yeah 3x                                              | 4:01  |
| 8.  | Next to You (featuring Justin Bieber)                | 4:25  |
| 9.  | All Back                                             | 4:26  |
| 10. | Wet the Bed (featuring Ludacris)                     | 4:26  |
| 11. | Oh My Love                                           | 4:44  |
| 12. | Should've Kissed You                                 | 4:24  |
| 13. | Beautiful People (featuring Benny Benassi)           | 3:46  |

## Liste des clips
- Yeah 3x
- Deuces (Feat. Tyga and Kevin McCall)
- No Bullshit
- Look At Me Now (feat. Lil Wayne & Busta Rhymes)
- She Ain't You
- Next 2 You (feat. Justin Bieber)
- Beautiful People (feat. Benny Benassi)
- Should've Kissed You

## Certifications
| Pays              | Certification | Unités certifiées |
| ----------------- | ------------- | ----------------- |
| Australie (ARIA)  | Platine       | 70 000            |
| Danemark (IFPI)   | Or            | 10 000            |
| États-Unis (RIAA) | 3 × Platine   | 3 000 000         |
| Irlande (IRMA)    | Or            | 7 500             |
| Royaume-Uni (BPI) | Platine       | 300 000           |